# Cervarezza Terme
Cervarezza Terme (Sciürvarèscia nel dialetto locale, Cervarèša in dialetto reggiano), capoluogo del Comune di Ventasso in provincia di Reggio Emilia, con Cerreto Laghi e Marola, è una delle più importanti località turistiche dell'Appennino reggiano.

## Geografia fisica
Situata nell'alto Appennino reggiano, ai piedi del Monte Ventasso, Cervarezza si trova nella vallata del fiume Secchia. La località si trova lungo la storica direttrice che unisce la pianura Padana alla Lunigiana ed al mar Ligure. Cervarezza dista 4 km da Busana e 50 da Reggio nell'Emilia.

## Storia
Nel IX secolo il "monte Cervario", denominazione di un territorio limitaneo a quello che all'oggi si chiama Cervarezza. Quest'ultimo nome, che, dal latino medievale, indica "luogo dei cervi", compare ufficialmente come tale almeno dal 1106 indicato come Cervaricia . Mentre è del 1153 la prima testimonianza scritta dell'esistenza di una cappella. Cervarezza è al centro di contese civili (tra le famiglie che si erano insediate nella vallata – Dalli, Vallisneri – e il Comune di Reggio) ed ecclesiastiche (arciprete di Campiliola e rettore di Busana). Al 1315 conta circa 200 abitanti ed è catalogata insieme a Busana, con cui condivide un'unica organizzazione comunale. Nel 1387 i Dalli acquisiscono il diritto di patronato sull'oratorio di S. Maria Maddalena, risultando padroni anche del lago del Ventasso.

### Origini e Medioevo
e origini storiche di Cervarezza si inseriscono nel contesto più ampio della storia dell’Appennino Reggiano, una regione caratterizzata da una frammentazione politica e territoriale che cominciò già a partire dall’Alto Medioevo (tra il VI e il X secolo). Durante questo periodo, dopo la caduta dell’Impero Romano d'Occidente, l’area fu soggetta a invasioni da parte di vari popoli, come i Goti e i Longobardi.
La conquista longobarda nel VII secolo portò alla riorganizzazione del territorio, suddiviso in feudi affidati a nobili locali che avevano il compito di amministrare e difendere la zona in nome del re longobardo. Le aree appenniniche erano particolarmente difficili da controllare a causa della loro conformazione montuosa e dell’isolamento, fattori che favorirono lo sviluppo di piccoli poteri locali.
Durante il regno longobardo e, successivamente, sotto i Franchi dopo la conquista di Carlo Magno nel 774, le montagne di Cervarezza rientravano in un sistema di vassallaggio feudale. Le prime famiglie nobili locali erano legate a signori di livello superiore, come il marchese di Tuscia (Toscana settentrionale) o i nobili della Lombardia. La documentazione per questa fase storica è limitata, ma si sa che i territori dell'Appennino erano già un luogo di passaggio e controllo strategico.

### L'Età dei Canossa: XI e XII secolo
Una delle famiglie più influenti nell’Appennino Reggiano e nel territorio di Cervarezza fu quella dei Canossa, che esercitò un potere determinante tra l'XI e il XII secolo. Questa dinastia, con il suo dominio esteso in gran parte dell'Italia centro-settentrionale, giocò un ruolo di rilievo sia dal punto di vista politico sia da quello religioso.
La figura più nota dei Canossa fu Matilde di Canossa (1046-1115), che ereditò vasti territori tra cui il castello di Canossa, situato a poche decine di chilometri da Cervarezza. Matilde fu una delle principali sostenitrici del papato durante la lotta per le investiture, il conflitto tra impero e papato riguardante il diritto di nominare i vescovi e altre autorità ecclesiastiche.
Durante il periodo di Matilde, le zone montane, comprese quelle di Cervarezza, furono probabilmente sotto il controllo indiretto dei Canossa, i quali avevano la giurisdizione su gran parte dell'Appennino emiliano. Le comunità locali vivevano sotto un sistema feudale, in cui i signori controllavano le terre e i contadini dovevano corrispondere una parte della loro produzione agricola in cambio di protezione. Il potere dei Canossa nell’area era capillare e si estendeva attraverso una rete di castelli e fortificazioni poste nei punti strategici, anche se non ci sono evidenze che indichino la presenza di un castello diretto a Cervarezza.
Matilde di Canossa morì nel 1115 senza eredi diretti, e alla sua morte i suoi possedimenti vennero gradualmente assorbiti dall'Impero e da altre famiglie nobiliari locali. Tuttavia, il potere frammentato che aveva caratterizzato il suo dominio si mantenne nella regione anche nei secoli successivi.

### Il Basso Medioevo: Il Declino dei Canossa e l'Ascesa dei Comuni
Con la morte di Matilde e il conseguente declino della potenza della famiglia Canossa, il controllo di Cervarezza e delle altre località montane passò sotto l'influenza di nuovi attori politici. Nel XII e XIII secolo, mentre nelle città della pianura come Reggio Emilia si sviluppavano i comuni, le aree montane continuarono a essere governate da piccole famiglie nobiliari che avevano ereditato frammenti dell’antico potere feudale.
Cervarezza si trovava in una zona di confine tra i poteri crescenti dei comuni emiliani e l'autorità residua dei signori feudali. Questi ultimi mantenevano ancora il controllo delle risorse naturali della montagna, come il legname e i pascoli, ma si trovavano progressivamente più dipendenti dai comuni urbani, che volevano estendere il loro dominio anche nelle zone rurali. Reggio Emilia in particolare iniziò a rivendicare autorità sulle terre montane, comprese quelle di Cervarezza.

### Il Dominio Estense (XV-XVIII secolo)
A partire dal XIV secolo, il controllo della regione passò sotto il Ducato di Modena e Reggio, governato dalla potente famiglia Este. Gli Este erano una delle dinastie più influenti d’Italia, con poteri che si estendevano su gran parte dell’Emilia e anche oltre.
Nel 1409, Nicolò III d'Este riuscì a consolidare il suo dominio su Reggio Emilia e le zone montane, includendo quindi Cervarezza nel suo ducato. Sotto il dominio estense, il sistema feudale venne ulteriormente consolidato, ma con una crescente centralizzazione del potere. I feudatari locali, spesso piccoli nobili di provincia, dovevano giurare fedeltà al duca d'Este e fornire uomini e risorse in caso di necessità militari.
Gli Este gestivano queste zone prevalentemente tramite rappresentanti locali, qui furono di Dalli che dal 1442 che riscuotevano tasse e mantenevano l’ordine pubblico. Tuttavia, la montagna rimase una zona relativamente isolata, con una vita economica basata sull'agricoltura, l’allevamento e lo sfruttamento delle foreste.

### La Dominazione Napoleonica e il Regno d'Italia
Il XVIII secolo fu un periodo di crisi per molte signorie italiane. Con l’arrivo delle truppe francesi di Napoleone Bonaparte alla fine del secolo, la regione appenninica e il ducato di Modena e Reggio furono assorbiti nella Repubblica Cisalpina (1797-1802) e poi nel Regno d’Italia (1805-1814), entrambi stati satellite della Francia napoleonica. Durante il breve periodo napoleonico, molte delle antiche istituzioni feudali vennero abolite, e le terre furono riorganizzate sotto nuove amministrazioni civili. Questo cambiamento colpì anche le aree rurali, compresa Cervarezza, che vide un riordino delle proprietà terriere.
Dopo la caduta di Napoleone, con il Congresso di Vienna (1815), i territori dell'Emilia tornarono sotto il controllo degli Este, e Cervarezza venne reintegrata nel Ducato di Modena e Reggio. Tuttavia, questo periodo di restaurazione non durò a lungo: già nel 1859, con l’Unità d’Italia, il ducato venne annesso al nascente Regno d’Italia.

### Cervarezza e l'Unità d'Italia
Dopo l'Unità d’Italia, Cervarezza, come molte altre località montane, sperimentò un periodo di transizione verso un nuovo sistema amministrativo. Sotto il Regno d’Italia, i vecchi privilegi feudali vennero aboliti, e la montagna iniziò un lento processo di integrazione economica e sociale con il resto della nazione. Tuttavia, l’isolamento geografico e la mancanza di infrastrutture moderne mantennero Cervarezza in una condizione di relativa povertà.

### Le Acque Termali e la Nascita del Turismo (XIX secolo)
La scoperta delle sorgenti termali di Cervarezza avvenne con più precisione nel XIX secolo, quando si iniziò a riconoscere le proprietà curative delle acque sulfuree che sgorgano dalle pendici del Monte Ventasso. Le sorgenti termali erano già note in tempi antichi, ma fu solo con l’avvento della scienza moderna che si cominciò a studiarne i benefici per la salute.
Nel 1850, vennero fatte le prime analisi scientifiche delle acque termali di Cervarezza, che dimostrarono la loro ricchezza di minerali e solfati, confermandone le proprietà benefiche per la cura di malattie della pelle, problemi respiratori e disturbi reumatici. Questo scatenò l’interesse delle classi benestanti che, nel pieno dell’epoca del Grand Tour, iniziarono a frequentare le località termali italiane per il benessere fisico.
Nel corso del XIX secolo, vennero realizzati i primi stabilimenti termali a Cervarezza, rendendo il piccolo borgo una delle mete più frequentate dell’Appennino Reggiano. Queste strutture, inizialmente modeste, si svilupparono in un complesso più ampio con l’aumento della domanda turistica.

### Epoca Fascista e Seconda Guerra Mondiale
Negli anni ’20 e ’30 del XX secolo, sotto il regime fascista, il turismo termale venne incoraggiato come parte di una politica di promozione del benessere fisico e della salute. Durante questo periodo furono realizzati nuovi stabilimenti termali e migliorate le infrastrutture del paese, per accogliere un numero crescente di visitatori. Cervarezza divenne così un importante punto di riferimento per il turismo montano e termale dell’epoca.
Durante la Seconda Guerra Mondiale, la zona dell’Appennino Reggiano, e quindi anche Cervarezza, divenne un’area strategica per la Resistenza italiana contro l’occupazione nazifascista. I monti e le foreste offrivano rifugi sicuri per i partigiani, che trovavano sostegno tra la popolazione locale. Tra il 1943 e il 1945, Cervarezza fu testimone di numerosi episodi di guerriglia e rappresaglie da parte delle forze occupanti. Le truppe tedesche, consapevoli dell'importanza strategica della regione, effettuarono diverse incursioni nei paesi montani, portando a scontri violenti.
Il ruolo della popolazione fu fondamentale nel fornire cibo, rifugi e informazioni ai partigiani, rendendo Cervarezza e i paesi limitrofi parte integrante della lotta per la liberazione.

### Il Dopoguerra e lo Sviluppo del Turismo Moderno
Con la fine della guerra, Cervarezza e l’intero Appennino reggiano affrontarono un lento processo di ricostruzione e rilancio economico. Le terme rimasero una risorsa chiave per l’economia locale, e negli anni ’50 e ’60 vennero realizzati nuovi investimenti per modernizzare le strutture e migliorare l’accessibilità turistica della zona.
La seconda metà del XX secolo vide un boom del turismo montano in Italia, con lo sviluppo di strutture ricettive e attività sportive invernali come lo sci. Cervarezza, con la sua posizione alle pendici del Monte Ventasso, divenne una base per gli escursionisti e per gli appassionati di sport all’aperto. Le terme, nel frattempo, continuarono a essere una meta ambita da chi cercava cure naturali per i propri disturbi.

## Monumenti e luoghi d'interesse

### Architetture religiose
- Chiesa di San Matteo Apostolo storica chiesa parrocchiale del paese, costruita ante 1153. Appare nominata insieme a quella di Busana come dipendente della Pieve di Campiliola in documenti del 1153, 1157 e 1184. Nel 1543 la chiesa figura in rovina. Ristrutturata, si trovava ancora in pessime condizioni sul finire del secolo XIX quando è ricostruita dalle fondamenta sotto la direzione di tale Bonilauri da Cavriago. L'edificio presenta una facciata a capanna, slanciata, con portale architravato concluso da frontespizio ed oculo centrale. Sulla facciata è leggibile la data "1893" mentre sul fianco sinistro è riportata quella del "1778". L'interno è in ordine dorico con volta a botte ed abside semicircolare.
- La Madonna Nera La chiesa di San Matteo Apostolo è anche conosciuta anche per il quadro raffigurante una Madonna Nera. Dalla pianta della chiesa del 1664 si evince che all’epoca l’unica cappella esistente era posta nel lato destro vicino alla torre. Probabilmente era questa la cappella in cui era esposto il quadro della Madonna Nera prima di cedere il posto alla Madonna del rosario. Il quadro, cm. 163x133, olio su tela, dell'inizio del secolo XVII, di scuola emiliano-lombarda, ritrae la Madonna col Bambino al centro attorniata dai santi. A sinistra Maria Maddalena, in ginocchio, indica la croce e dietro il panneggio giallo si intravede l'urna contenente l'unguento; dietro di lei Santa Caterina d'Alessandria, che regge con la mano destra un frammento di ruota con la quale venne torturata; più in alto Santa Barbara e dietro s'intravede la torre dove fu rinchiusa dal padre, un po' in disparte è il viso adorante della suora domenicana e sul suo capo come fosse un'aureola si può leggerne il nome “Giovana”, da questo si presume sia la committente dell'opera. Dall'altro lato, S. Antonio Abate con il bastone a tau simbolo di redenzione e la campanella; a lato in basso a destra si intravede il muso del maiale; dietro di lui sono Santa Agata con la mano sul seno a indicarci quale fu la sua tortura; Santa Lucia che regge la coppa con dentro gli occhi; infine San Vincenzo Ferreri, identificato pure con S. Carlo Borromeo. Una particolarità interessante di quest'opera è dovuta alla presenza, nei due angoli in alto, delle fonti sacre, qui riproposte in chiave pittorica; queste venivano scolpite dagli scalpellini romanici nelle cripte dov'erano situate le immagini delle madonne nere. Oltre a questi due rimandi all'antico si può notare sotto ai piedi della Vergine una mensola in pietra che ci ricorda la soglia che i pellegrini oltrepassavano per entrare in una dimensione mistica , avviandosi così ad un percorso iniziatico di rinnovamento interiore.
- Oratorio di S. Maria Maddalena 1501 m, sorto su un ripiano naturale per secoli sfruttato a pascolo e oggi in gran parte rimboschito a conifere.  Antico romitorio femminile medievale, fu più volte restaurato o ricostruito, l’ultima volta dopo la distruzione operata dai tedeschi nel 1944, per eliminare un rifugio strategico alle formazioni partigiane. Il culto di S. Maria Maddalena fu ostacolato dopo la Controriforma e relegato a piccoli oratori di altura (addirittura in questo caso con proibizione del 1650 da parte del Vescovo di celebrarvi Messa nei giorni festivi). Rimase tuttavia molto sentito dalla popolazione, che qui diede appoggio ad un eremita questuante nel XIX secolo che custodisse l’oratorio, mentre da tempo immemore la sagra del 22 luglio (spostata alla domenica successiva già dal XVIII sec. per sfida alla proibizione)  richiama una grande folla da ogni paese circostante: il grande falò (oggi sarebbe proibito…) che si faceva era in diretta visuale con quello acceso sulla vetta del M. Valestra, anch’esso sede di un Oratorio di S. Maria Maddalena e di una sagra lo stesso giorno (anche se oggi a volte si scelgono domeniche diverse). Un masso appena fuori dall’edificio si dice rechi l’impronta della schiena della Santa. Sul retro è sempre aperto un piccolo bivacco a due piani curato dall’Associazione Nazionale Alpini. Leggenda: Si narra che Maria Maddalena si recasse in Ventasso a fare penitenza e recitare le sue preghiere nei pressi di una roccia (situata vicino al sentiero che porta all'attuale rifugio) prostrandosi al suolo sotto di essa. La conformazione della roccia ricorda infatti, nella sua parte concava inferiore, il profilo di una schiena, e nella parte superiore si nota un affossamento simile ad un'acquasantiera. In essa il passante deposita l'acqua, che si considera benedetta. Nei tempi andati i fedeli dei comuni di Busana, Collagna e Ramiseto solevano recarsi a piedi nudi in questo luogo per farsi il segno della croce con quest'acqua. Si dice che sia utile per chi ha dolori di schiena, o reumatici, posizionarsi sotto la roccia in modo da fare combaciare la schiena con "l'impronta" lasciata dalla Santa.

### Architetture militari
- Forte della Sparavalle, un forte, oggi in rovina,situato nella zona a cavallo tra la valle del fiume Secchia e quella del torrente Enza, è situato nei pressi del passo omonimo, è un piccolo fortino che gli abitanti del luogo spesso definiscono "napoleonico", poiché la leggenda popolare lo attribuisce a Napoleone Bonaparte, il quale avrebbe dato impulso alla sua costruzione durante il suo dominio sull'Italia. Tuttavia, le origini storiche della struttura risalgono a un periodo precedente, legato al governo della dinastia degli Este.

### Le Origini Estensi e la Strada Ducale di Lunigiana
Il progetto di costruzione della strada e della fortificazione non iniziò con Napoleone, ma bensì sotto il Duca Ercole III d'Este nel XVIII secolo. Il duca, infatti, diede incarico ai suoi ingegneri di progettare e realizzare quella che all’epoca venne chiamata la Strada Ducale di Lunigiana, una via di comunicazione strategica per collegare il territorio emiliano con quello della Toscana e la Liguria. Questa strada doveva agevolare i collegamenti commerciali e militari fra la Pianura Padana e le zone appenniniche e costiere, fino alla Lunigiana e al Mar Ligure.
Quando Napoleone prese il potere in Italia alla fine del XVIII secolo, proseguì il progetto avviato dagli Estensi, con l'obiettivo di creare un collegamento strategico tra il Mar Adriatico e il Mar Ligure, rafforzando il controllo sui principali valichi appenninici, compreso il passo della Sparavalle.

### Il Forte e la Strada del Cerreto: Francesco IV d'Austria Este
L'edificio che oggi è visibile e noto come il Forte della Sparavalle fu in realtà costruito sotto la direzione di Francesco IV d'Austria Este, Duca di Modena e Reggio, tra il 1828 e il 1843. Questa fase di costruzione seguiva la realizzazione della Strada del Cerreto, un’importante via di collegamento che si sviluppava attraverso l'Appennino Tosco-Emiliano. Il forte venne eretto come una struttura difensiva per proteggere la strada e assicurare il controllo del territorio montano.
Il forte è caratterizzato da un torrione circolare, costruito con pietra locale e pensato per scopi di sorveglianza militare. Oggi, purtroppo, il fortino si trova in uno stato di abbandono, ma resta una significativa testimonianza architettonica del passato difensivo della regione. 

### Il Forte della Sparavalle nella Seconda Guerra Mondiale
Durante la Seconda Guerra Mondiale, l'Appennino Reggiano fu un teatro significativo di scontri tra i partigiani italiani e le truppe nazifasciste, e anche il Forte della Sparavalle venne utilizzato sporadicamente, sebbene non fosse più una struttura militare operativa. I partigiani locali utilizzarono le montagne circostanti come rifugi e basi per le loro operazioni contro le forze di occupazione naziste, sfruttando la conoscenza del territorio appenninico per organizzare imboscate e sabotaggi. Tuttavia, non ci sono fonti certe che indichino un utilizzo diretto del forte in battaglia durante la guerra.

## Cultura

### Istruzione

#### Museo del Sughero
Il Museo del Sughero è una mostra permanente sulla lavorazione del sughero e la produzione di tappi, attività storicamente attestata nella frazione. La transumanza dei pastori del luogo in Maremma per svernare con le greggi permise un primo contatto con la pianta del sughero e l'opportunità di imparare a lavorarlo. La scorza del sughero veniva lavorata a mano nelle case e nelle cantine, da tutti i componenti delle famiglie, per ottenerne i primi rudimentali turaccioli.  In seguito la lavorazione si è industrializzata e continua ancora oggi attraverso alcuni operatori locali che hanno salvaguardato questa tradizione. In una sala espositiva sono visibili 18 macchine ordinate secondo le fasi di lavorazione ed alcune nella loro evoluzione storica.

#### Astronomia
Nelle vicinanze del paese si trova l'osservatorio astronomico GAdAR. L'osservatorio si trova in località Fonti di Santa Lucia - Cervarezza Terme lungo la dorsale della Costa Volpara.

### Cucina
Si produce qui un aceto di mosto, detto Stravecchio Tradizionale di Cervarezza Terme o Balsamico il Principe Nero, da tempi remoti.  
È tradizionale un'antica ricetta dei Tortelli di patate, un tipo di pasta ripiena all'uovo di forma quadrata.

## Turismo

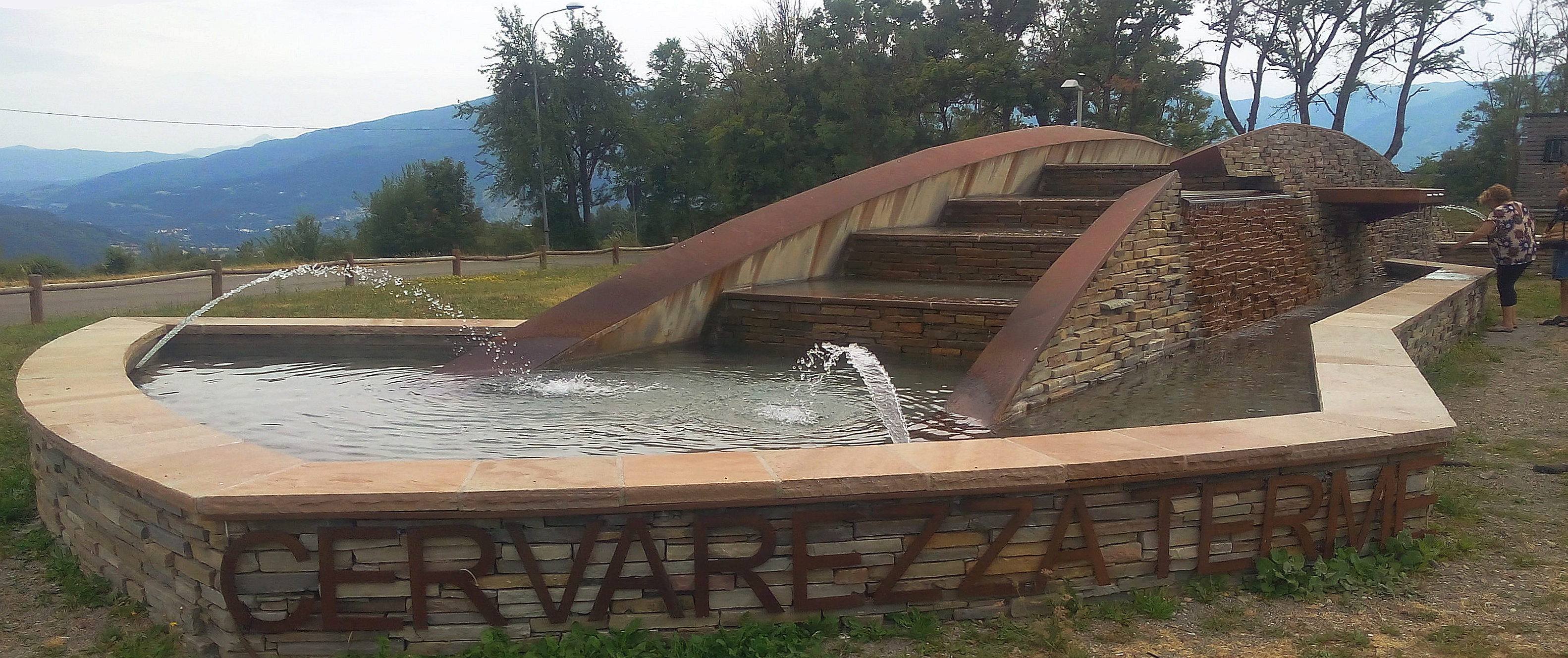
Fonte minerale a Cervarezza

Cervarezza Terme è attualmente sede del Parco Nazionale dell'Appennino Tosco-Emiliano.
La località ospita un centro termale per cure idroterapiche, il parco delle Fonti di S. Lucia, da cui sgorga l'acqua minerale del Monte Ventasso.
Nelle vicinanze del paese si trova il Parco Avventura Cerwood.